# Fasanjägarna
Fasanjägarna (originaltitel: Fasandræberne) är en dansk deckarfilm från 2014, regisserad av Mikkel Nørgaard med manus skrivet av Nikolaj Arcel och Rasmus Heisterberg. Filmen baseras på Jussi Adler-Olsens andra deckarroman i bokserien Avdelning Q.

## Handling
Mørck och Assad hittar ett mordfall på ett tvillingpar från 1994. En man erkände sig skyldig till brottet och kunde därmed avslutas, efter att några elever på en internatskola tidigare var huvudmisstänkta.
När tvillingarnas far uppsöker Mørck i nutid och begår självmord dagen därpå börjar Mørck granska fallet för att ta reda på om mannen bakom galler verkligen är gärningsmannen.

## Rollista (i urval)
| Nikolaj Lie Kaas       | – Carl Mørck          |
| Fares Fares            | – Assad               |
| Pilou Asbæk            | – Ditlev Pram         |
| Marco Ilsø             | – Ditlev Pram som ung |
| David Dencik           | – Ulrik Dybbøl        |
| Philip Stilling        | – Ulrik som ung       |
| Danica Curcic          | – Kimmie              |
| Sarah-Sofie Boussnina  | – Kimmie som ung      |
| Søren Pilmark          | – Marcus Jacobsen     |
| Johanne Louise Schmidt | – Rose                |
| Morten Kirkskov        | – Lars Bjørn          |
| Beate Bille            | – Thelma Pram         |
| Lars Thiesgaard        | – Griffenholms rektor |
| Adam Ild Rohweder      | – Bjarne som ung      |